# Greystones Rugby Football Club
 Greystones RFC  est un club de rugby irlandais basé dans la petite ville de Greystones, en Irlande qui évolue dans le championnat irlandais de Deuxième Division.
Le club est affilié à la fédération du Leinster et ses joueurs peuvent être sélectionnés pour l’équipe représentative de la région, Leinster Rugby.

## Histoire
Le club fut fondé essentiellement par des collégiens en 1937, dans la bibliothèque de la ville de Greystones.  Il accède au statut de senior club en 1978.

## Palmarès
- Champion d'Irlande Division 3 (2) : 2004, 2005
- Leinster Club Senior Cup (0) : 
  - Finaliste (3) : 1983, 1994, 1995

## Joueurs célèbres
9 joueurs de Greystones ont porté les couleurs de l'équipe d’Irlande.
- Paul Mc Naughton
- John Robbie
- Johnny Murphy
- Tony Doyle
- Tony Ward
- Nick Popplewell
- Brian Rigney
- John Murphy
- Reggie Corrigan

Pieter Muller, centre, fut international sud-africain avant de jouer pour Greystones. Tom Curtis joua lui pour les Samoa.